# ブレビスタ

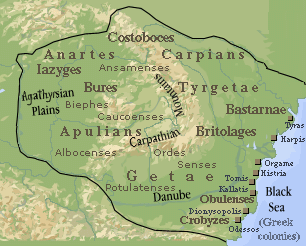
ブレビスタの支配した領域

ブレビスタ（Burebista、紀元前111年頃 – 紀元前44年頃）は、ダキア人の王。ダキアを初めて統一した。

## 来歴
ダキア人を時に武力を用いて統一し、紀元前82年頃に王に即位した。最初アルゲダヴァに都したが、のちにサルミゼゲトゥサを建設して都とした。
その王国の中心は現在のトランシルヴァニアにあったが、紀元前50年頃にはその領域は西はモラビア、東は黒海や南ブーフ川に達した。南ではトラキア系のゲタイ人を支配下に組み込んだ。
紀元前44年に暗殺され、その王国は分裂した。一部は友人で補佐役であった神官のデケネウが支配を続けた。